# Prunus vachuschtii
Prunus vachuschtii o Alutscha es una especie de ciruela conocida por el nombre común en georgiano: ალუჩა, romanizado: alucha. Es nativa de la región del Cáucaso.

## Localización
Las formas silvestres de Prunus vachuschtii se encuentran en Transcáucaso (Georgia, Armenia, Azerbaiyán) y en Asia Menor en altitudes de 500 a 700 m. Se cultiva desde hace mucho tiempo y existen diversas variedades con diferentes tamaños y colores de frutos. El cultivo (Georgia, Armenia e Irán) se realiza en plantaciones y en huertos familiares.

## Descripción

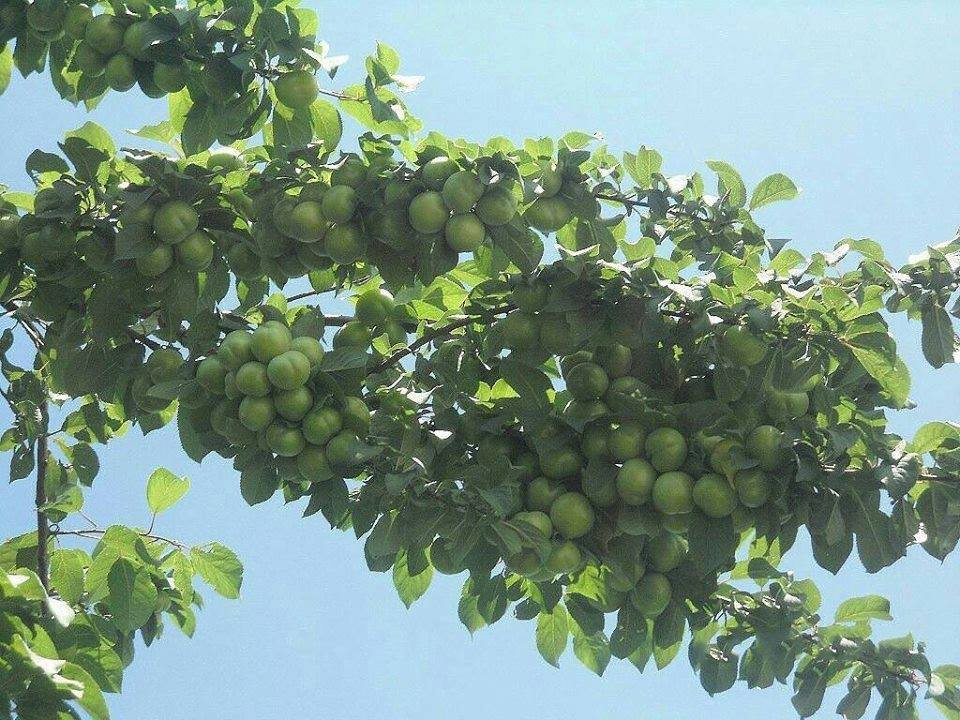
Rama con frutos

Prunus vachuschtii forma un árbol con una copa en forma de escoba de 4 a 13 m de altura, el tronco y las ramas no tienen espinas (a diferencia de Prunus cerasifera). Las yemas de las hojas son pequeñas. La hoja es ovalada, ovada o invertida, de 22 a 83 mm de largo y de 11 a 52 mm de ancho. Su punta se estrecha repentinamente, la base es redonda, rara vez en forma de cuña, los bordes tienen dos dientes. La parte superior está desnuda, la vena principal de la parte inferior es vellosa. La longitud del tallo es de 4 a 19 mm.
Las flores son blancas, dispuestas alternativamente en la rama. Son resistentes a heladas de hasta -2 °C. La floración ocurre una o dos semanas después de P. cerasifera y se superpone sólo ligeramente con ella.
Los frutos son redondeados con un surco longitudinal ancho y pronunciado y una cavidad peduncular profunda; la cavidad del cáliz es poco profunda. La relación entre largo, ancho y espesor es 93:89:100, su diámetro es de hasta 5 cm. El pedúnculo del fruto mide de 9 a 20 mm de largo. El color del fruto es parcialmente amarillo verdoso. con lados rojizos. La piel del fruto es lisa, fina y delicada, en parte con pequeñas escamas de cera. El peso del fruto es de 11 a 31 g. Los frutos tienen baja acidez (1,0 a 1,6%) y alto contenido de azúcar (9 a 12%). Las frutas demasiado maduras estallan fácilmente. La pulpa también es de color verdoso amarillento, muy jugosa, dulce con una ligera acidez y de consistencia muy blanda. Las semillas son pequeñas y planas, sus extremos son redondeados y la pulpa es difícil de separar del corazón.
Se distinguen dos formas: 
- Prunus vachuschtii de Meczibuche Breg.: el fruto es grande, más abultado en los lados, el fruto verde es bastante ácido
- Prunus vachuschtii imeretiana Breg.: el fruto es menos grande y menos abultado en los lados, el fruto inmaduro es ligeramente ácido.

## Cultivo

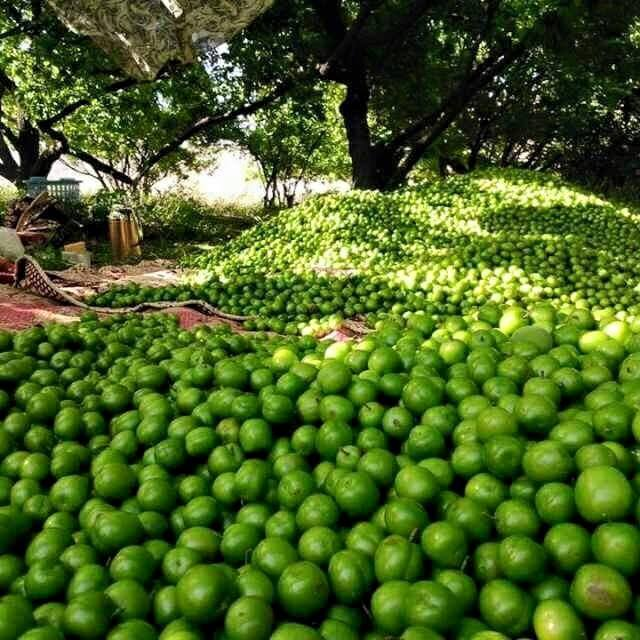
Frutas en un mercado

Prunus vachuschtii prefiere suelos ligeros y neutros (pH 6,5 a 7,5; pero por debajo de 8,2) con un contenido de cal de máximo 40% y de composición mecánica media. 
El agua subterránea debe tener una profundidad superior a 1,2 m, pero el árbol puede tolerar un estancamiento de agua a corto plazo. La fertilización orgánica que enfatiza el nitrógeno y el potasio conduce a una cosecha rica. 
Las distancias de siembra recomendadas son de 7 m × 5 m a 6 m × 3 m dependiendo de la fertilidad del suelo. Se recomiendan dos o tres variedades para una mejor polinización. 
Alutcha desarrolla copas densas; el raleo es beneficioso para un mejor cuidado y una mayor calidad de la fruta. Las plántulas reciben un corte de formación en los primeros tres años y luego suelen empezar a dar frutos. Los árboles son fructíferos durante 35 a 45 años.

## Usos

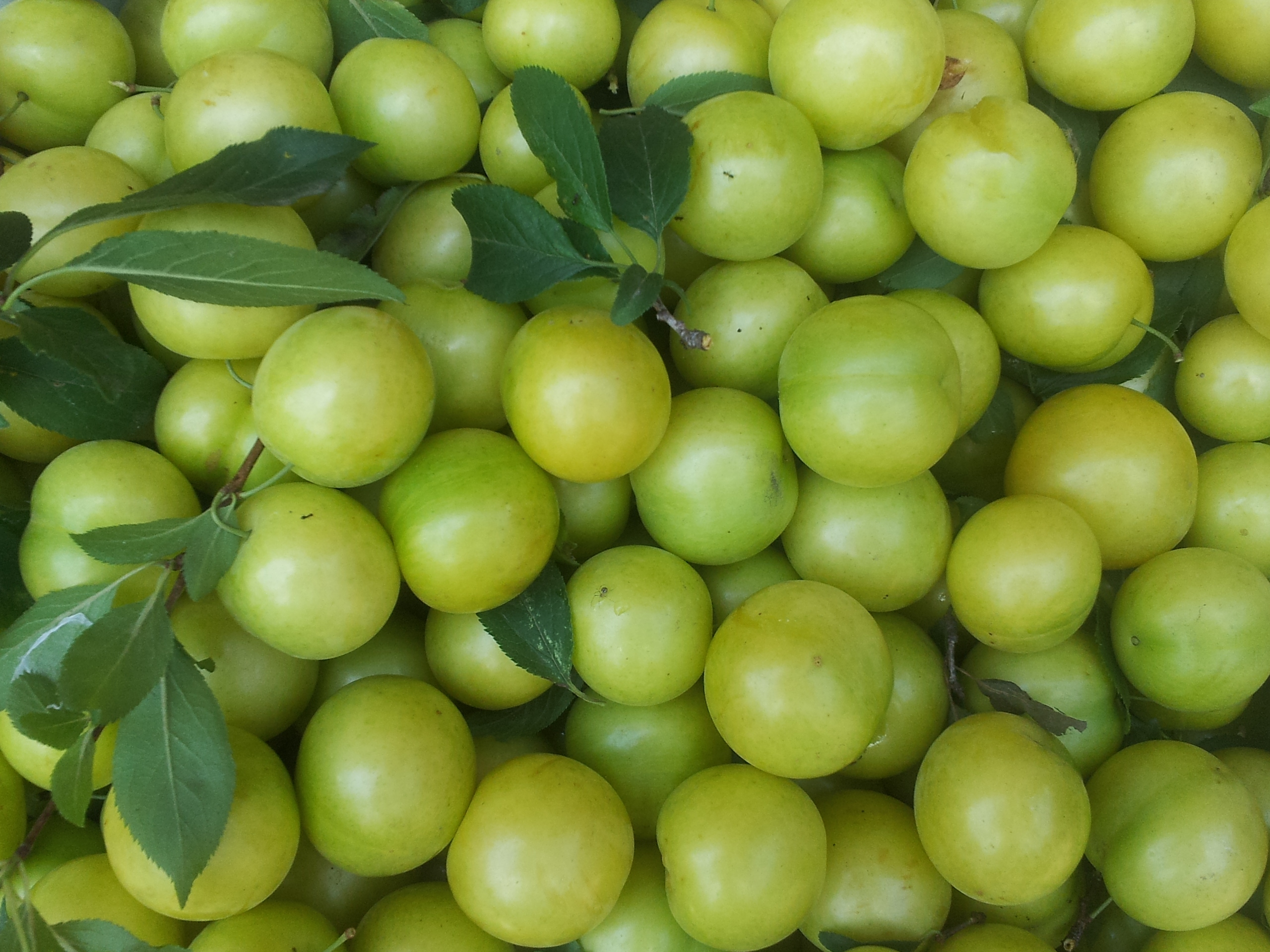
Los frutos se mantienen verdes incluso cuando están maduros.

En Georgia, Armenia y Azerbaiyán, los frutos inmaduros de Prunus vachuschtii se procesan principalmente en salsas ácidas (ver tkemali), que son más finas que las elaboradas con Prunus cerasifera. 
Debido a su baja acidez, también se pueden consumir frescas cuando no están maduras; los conocedores las salan ligeramente. Los frutos completamente maduros, de piel fina, jugosos y dulces, son muy inusuales para una ciruela. Sin embargo, son difícilmente transportables. 
En Georgia, se come en la mano y se utiliza para hacer tkemali, una salsa ácida para platos de carne. Aunque probablemente sea conespecífico de Prunus cerasifera, la ciruela cereza (en georgiano: ტყემალი, romanizado: t'q'emali), Los georgianos distinguen a los dos botánica y culinariamente.
En el Cáucaso, P. vachuschtii tiende a encontrarse desde el nivel del mar Capio hasta 500–700 m s. n. m. y P. cerasifera tiende a encontrarse en elevaciones más altas, hasta 1600-1800 m s. n. m.
Prunus vachuschtii también se utiliza como portainjerto para albaricoques en suelos secos.

## Clasificación
N. N. Bregadze, quien aparentemente era todo un agrupador y desglosador ("lumper and splitter"), describió la especie en 1976 e identificó tres formas; 
- Prunus vachuschtii f. imeretinea,
- P. v. f. meczibuche,
- P. v. f. vachuschtii.[4]

Comparativa de Alutscha con P. cerasifera
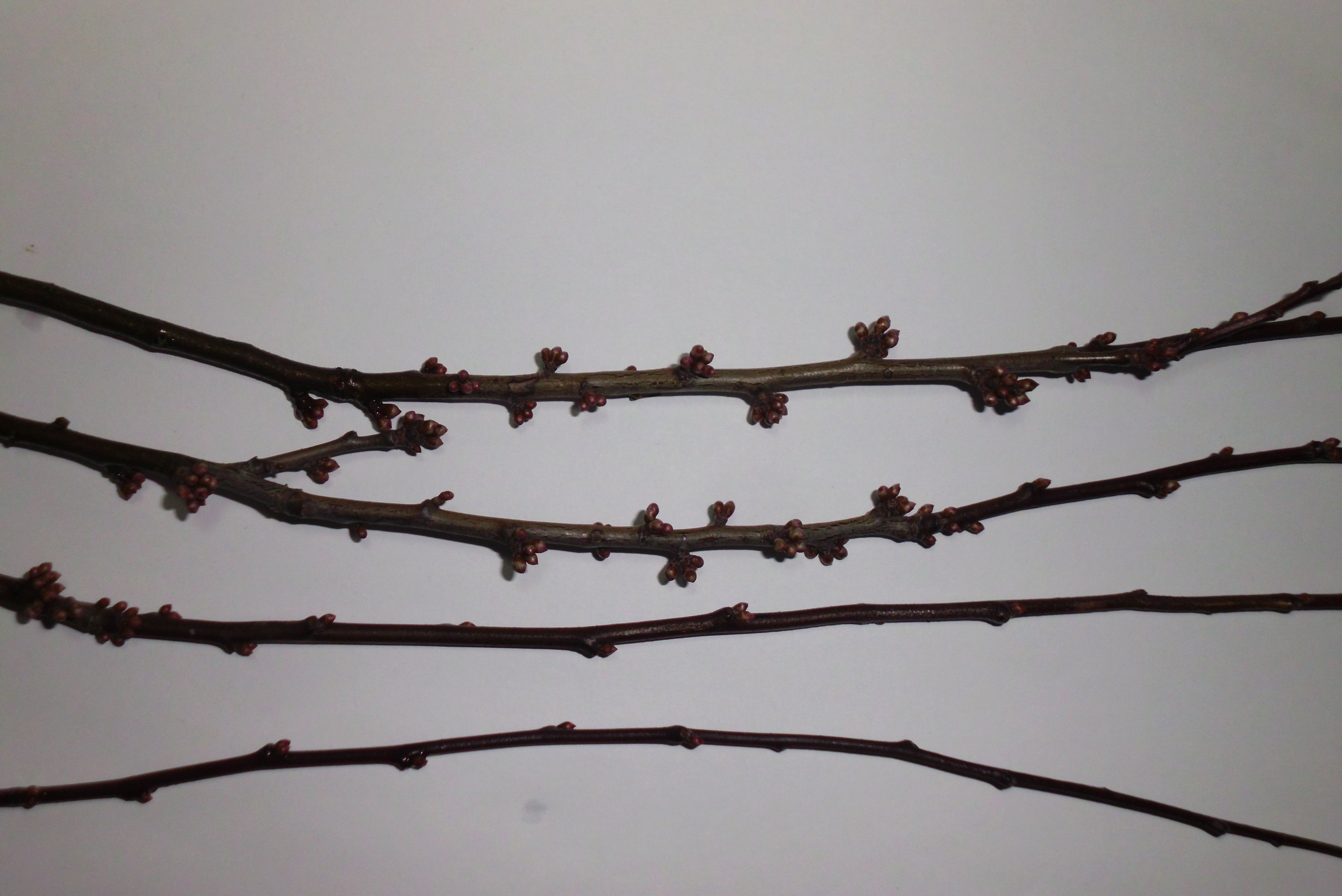
Sucursales
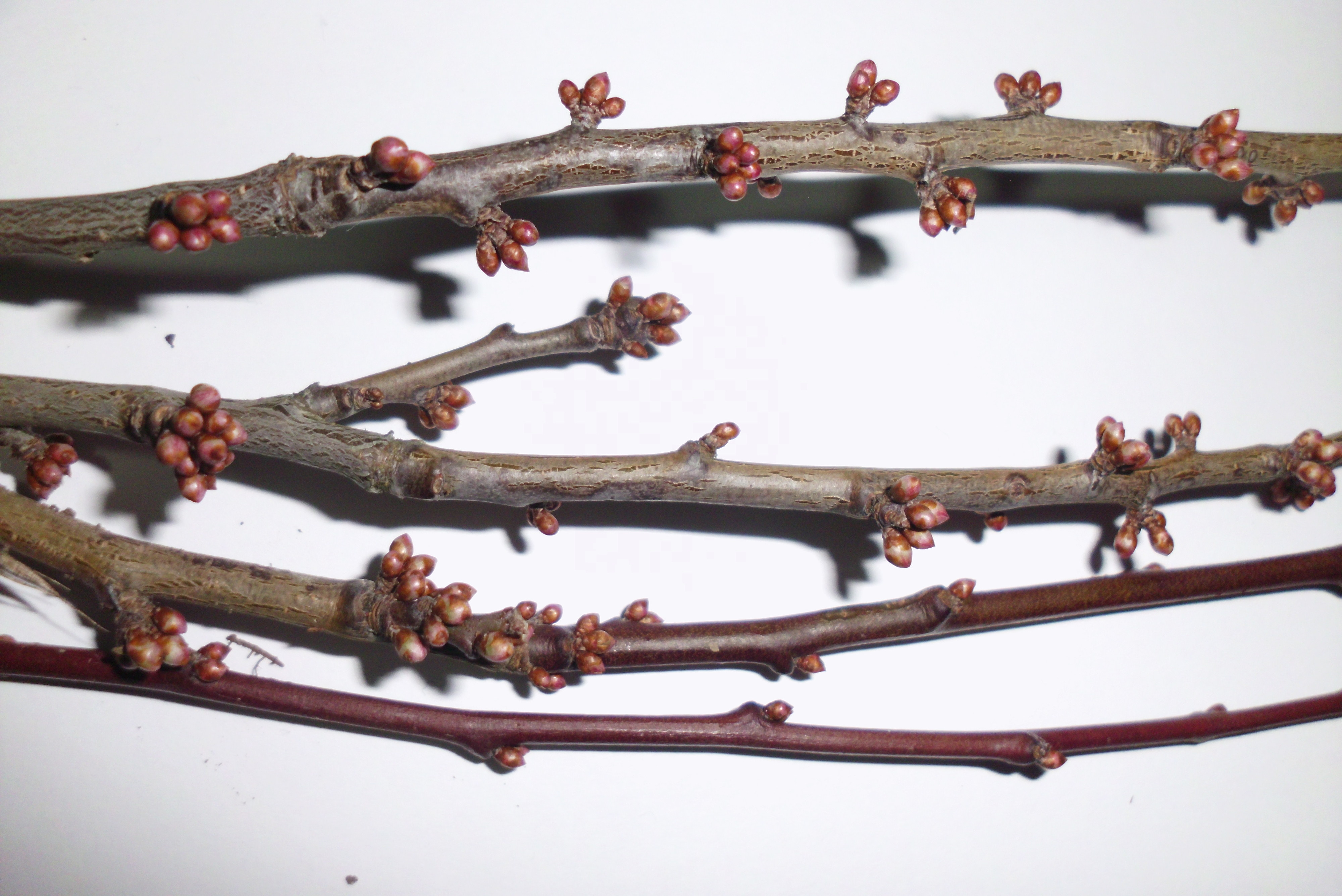
Capullos de flores y brotes
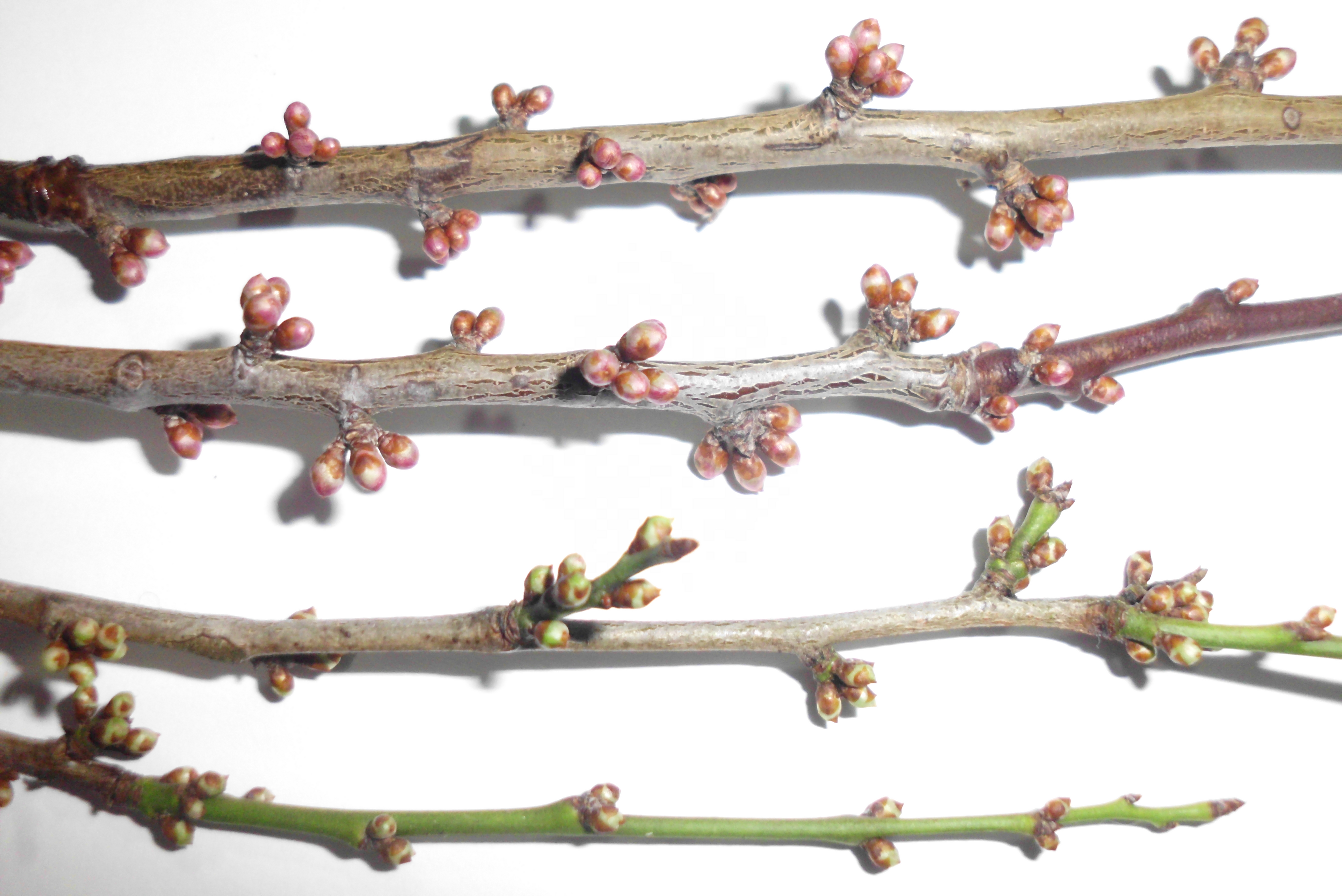
P. vachuschtii (arriba) y P. cerasifera (abajo)
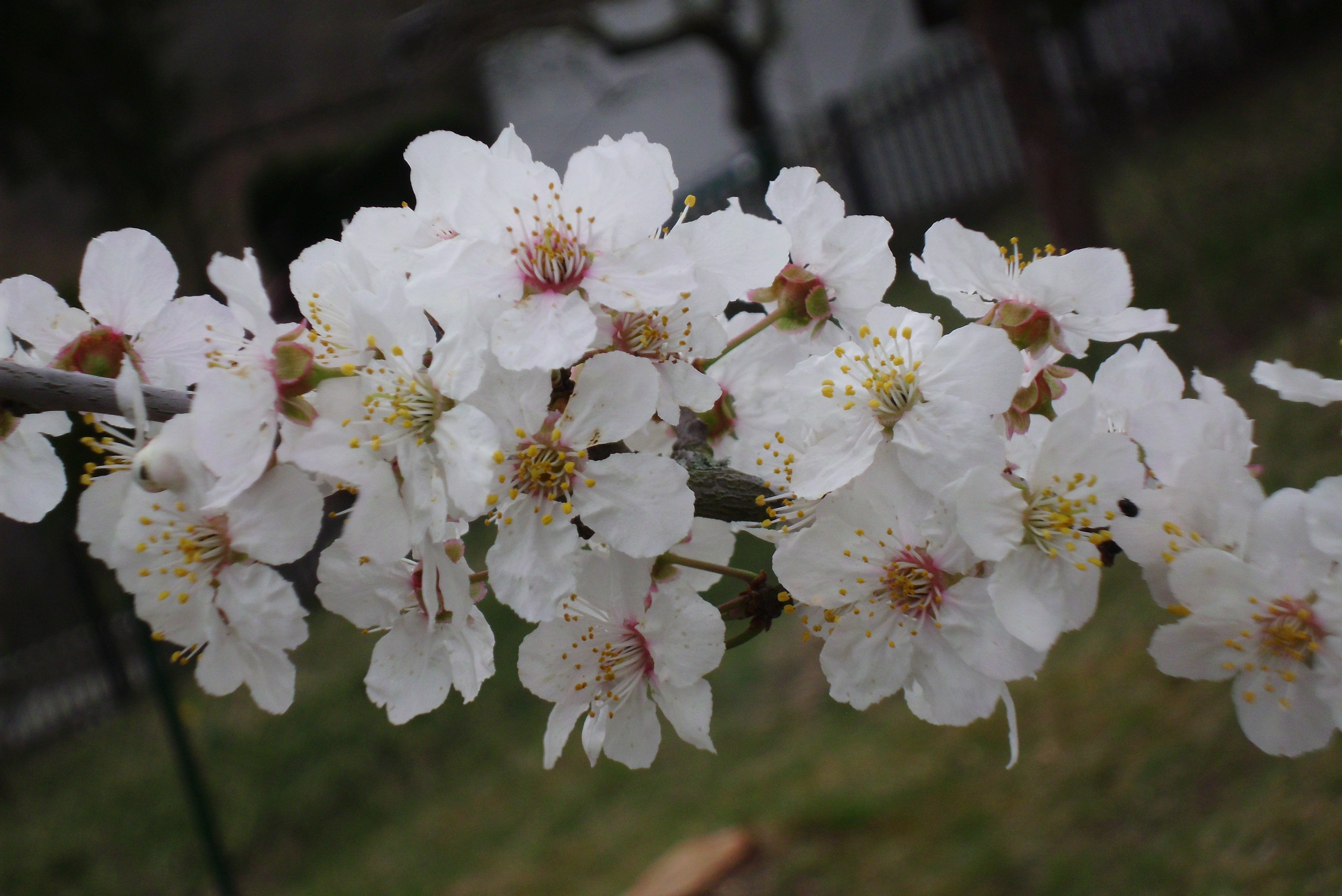
Rama de flores
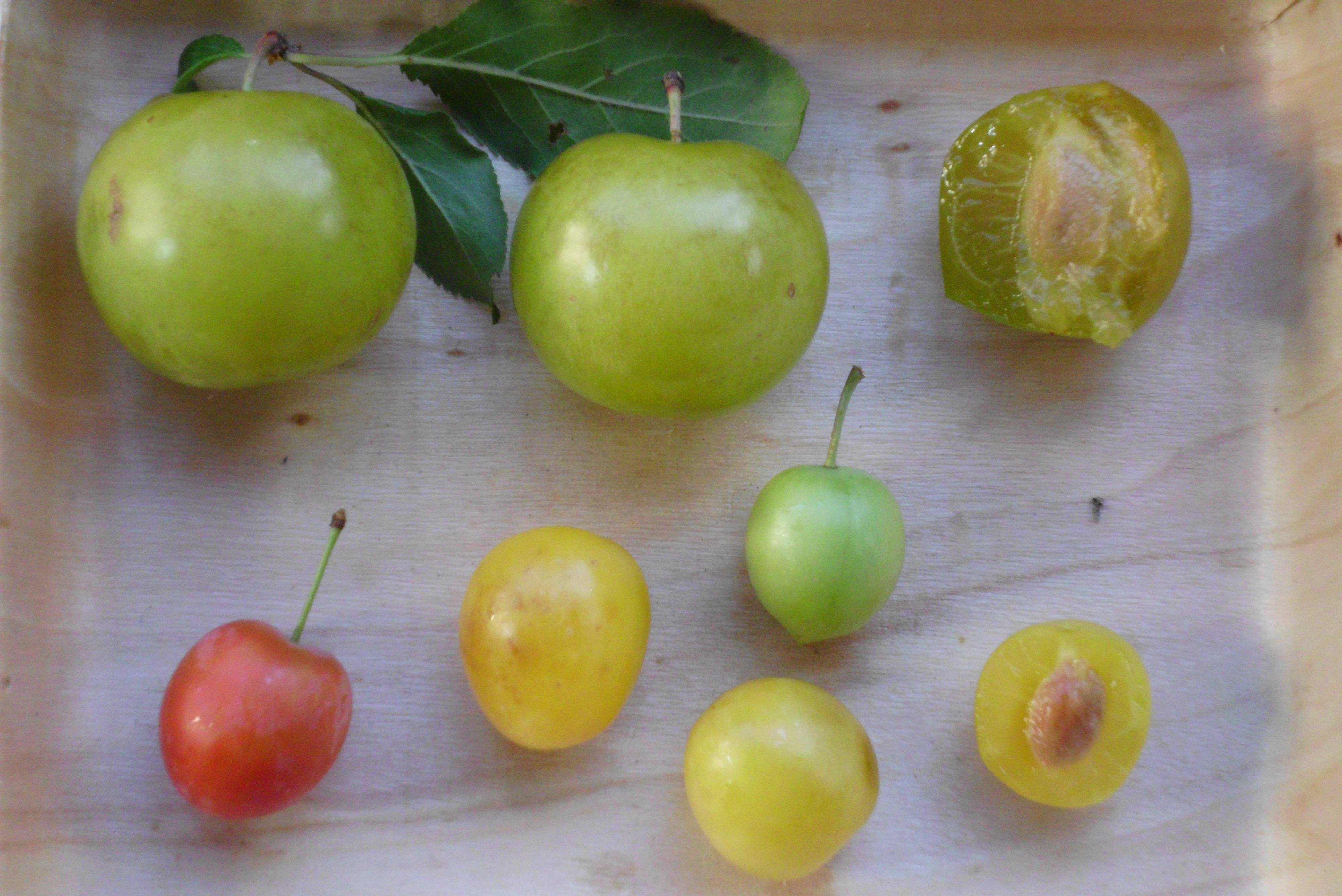
Frutas en comparación: arriba P. vachuschtii y abajo P. cerasifera